# Чёлсма (деревня)
Чёлсма — деревня в составе Дмитриевского сельского поселения Галичского района Костромской области России.

## География
Деревня расположена у реки Челсма, на автодороге Россолово-Галич и на главном ходе Транссибирской магистрали, недалеко от остановочного пункта платформа 495 км.

## История
Согласно Спискам населённых мест Российской империи в 1872 году деревня относилась к 1 стану Галичского уезда Костромской губернии. В ней числилось 33 двора, проживало 141 мужчин и 178 женщин.
Согласно переписи населения 1897 года в деревне проживало 363 человека (150 мужчин и 213 женщин).
Согласно Списку населённых мест Костромской губернии в 1907 году деревня относилась к Фоминской казённой волости Галичского уезда Костромской губернии. По сведениям волостного правления за 1907 год в деревне числилось 95 крестьянских дворов и 495 жителей. В деревне имелись 2 солодовни. Основным занятием жителей деревни был малярный промысел.
Зимой-весной 1938 года здесь снимались сцены для фильма-сказки Александра Роу «По щучьему велению».
До 2010 года деревня являлась административным центром Чёлсминского сельского поселения.